# Saulnières (Eure-et-Loir)
Saulnières é uma comuna francesa na região administrativa do Centro, no departamento de Eure-et-Loir. Estende-se por uma área de 10,65 km². Em 2010 a comuna tinha 726 habitantes (densidade: 68,2 hab./km²).